# セイウチ
セイウチ (海象、海馬、Odobenus rosmarus) は、哺乳綱・食肉目・セイウチ科・セイウチ属に分類される鰭脚類の動物。本種のみでセイウチ属を構成する。
日本語のセイウチはロシア語のсивуч(発音はシヴーチ、もしくはスィヴーチ)に由来する外来語だがロシア語のсивучはトドである。

## 分布
ユーラシア大陸北部・カナダ東部・アラスカ西部・グリーンランドの北極海に分布する。
北極圏の沿岸地帯および氷縁部に生息する。冬季でもポリニヤで生息し、特には南に移動しないとされるが、日本の三重県沖で捕獲されたこともある。
かつてはカナダのセントローレンス湾、サーベル島近海、ノバスコシア海岸にも生息していたが、18世紀〜19世紀における本種の肉と皮を目当てとした乱獲により、この地域の個体群は絶滅している。

## 形態

### 体格
大西洋セイウチのオス平均体長310センチメートル。平均体重900キログラム。大西洋セイウチのメス平均体長260センチメートル。平均体重560キログラム。
太平洋セイウチは、大西洋セイウチより20パーセントほど大きい。

### 皮膚
皮膚は分厚く2 - 4センチメートルに達する箇所もあり、オスでは5センチメートルに達することもある。
体色は明黄褐色で、胸部や腹部は濃色。
皮膚には体毛が無いものの、厚い脂肪で覆われ寒冷地での生活に適応している。

### 髭
口の周りには堅い髭（ヒゲ）が密集する。吻端の上部の皮膚は角質化し、硬くなっている。鼻面は皮膚が薄く、髭が密に生える。
この髭は濁っていたり光が届かない海中で触覚により獲物を探す、感覚器官としての役割があると考えられている。

### 牙
雌雄共に上顎の犬歯（牙）が発達し、オスでは100センチメートルにも達する事もある。この牙は生涯を通じて伸び続ける。
この牙の用途は、オス同士の闘争における優位・性差・年齢の誇示、外敵に対する武器、海底で獲物を掘り起こす道具、陸に上がる際の支え、氷に呼吸用の穴をあける道具などである。
属名Odobenusは、古代ギリシャ語で「歯で歩くもの(odontos + baenos)」の意がある言葉に由来する。
老齢個体では牙が摩耗するが、後述するように牙で海底は掘りおこさず採食の際に海底で擦れてしまうためだと考えられている。

### 幼獣
出産直後の幼獣は体長1.1メートル。体重60 - 65キログラム。オスの成獣は、全身の体毛がまばらで皮膚が裸出する。
オスは喉に気嚢があり求愛のために鳴き声をあげたり、海面で浮遊する支えの役割があると考えられている。
メスやオスの幼獣は、四肢を除く全身が粗い体毛で被われる。

## 分類
以下の亜種の分類は、Wozencraft(2005)に従う。和名・英名は、Fay・新妻訳(1986)に従う。
Odobenus rosmarus rosmarus (Linnaeus, 1758) タイセイヨウセイウチ Atlantic walrus
ハドソン湾・バフィン湾・バレンツ海・カラ海にかけて
牙の長さは体長の約12 %。
Odobenus rosmarus divergens (Illiger, 1815) タイヘイヨウセイウチ Pacific walrus
チュクチ海、ベーリング海
牙の長さは体長の約17 %。種小名divergensの由来は左右の牙の基部が離れているとされていたためだが、実際にはそのような特徴はない。
Odobenus rosmarus laptevi Chapski, 1940
ラプテフ海
大きさは基亜種と亜種タイヘイヨウセイウチの中間的。
形態やミトコンドリアDNAの分子系統解析から、亜種タイヘイヨウセイウチのシノニムとする説もある。

## 生態

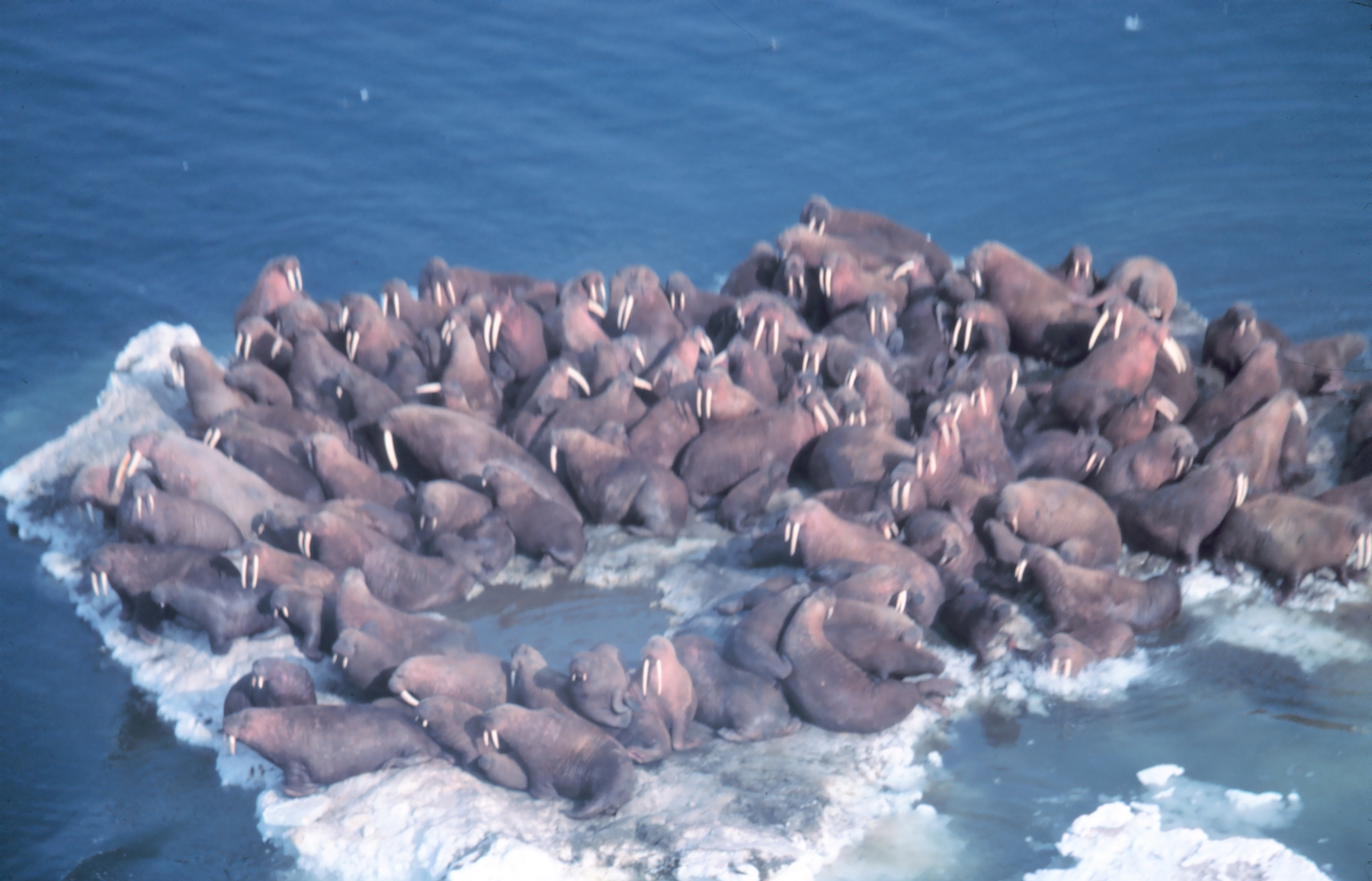
セイウチのハーレム

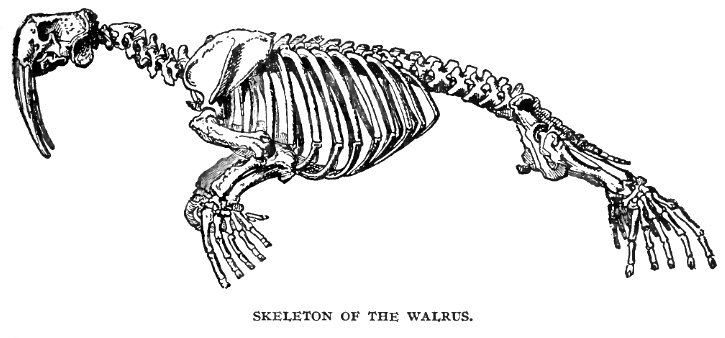
セイウチの骨格

### 生活域
主に大陸棚の上にある、流氷域に生息する。太平洋の個体群はオスは多くの個体が周年ベーリング海で生息するが、メスや若獣は夏季はチュクチ海へ回遊する。
後肢（後鰭）を動かして海中を進み、前肢（前鰭）は舵の役割を果たしている。
主に氷上で休むが、流氷がない場合はラウンド島などのような島嶼の岩場で休むこともある。休息中には、大規模な集団になることもある。
雌雄共に牙を誇示したり牙を突き刺して争うことがあり、特に繁殖期のオス同士ではよく争う。一方でオスでも、繁殖期以外では争うことは少ない。

### 食性

#### 食事内容
主に二枚貝を食べるが、巻貝・タコなどの軟体動物、エビ・カニなどの甲殻類、ナマコ類などの底棲の無脊椎動物も食べる。魚類や、鰭脚類などを食べることもある。
砂泥中にいる獲物は牙ではなく角質化した吻端上部で掘り起こして捕食し、より深いところに潜っている獲物は飼育下の観察から水を口から噴出して掘り起こすと考えられている。

#### 被捕食
セイウチの幼獣を捕食する生物は、シャチ・ホッキョクグマが挙げられる。また他のセイウチによって偶発的に潰され殺されることもある。

### 繁殖

#### 繁殖期
繁殖期になると、メスと幼獣は10 - 15頭ほどの群れを形成する。
オスは海中で「ベル音」「ノック音」・海面で「ホイッスル音」などの様々な音を交互に繰り返したり組み合わせて、繁殖行動（ディスプレイ）を行う。このディスプレイはメスを誘ったり、他のオスに存在を誇示する役割があると考えられている。
水中で交尾を行うと考えられている。

#### 妊娠期間
妊娠期間は15 - 16か月だが、受精卵の着床が遅延する期間も含まれる。4 - 6月の回遊の最中に、1回に1頭の幼獣を産む。早くても隔年で出産し、老齢個体であれば出産間隔がより長くなる。

#### ハーレム形成
氷山や海岸にオスとメス、幼体からなる大規模な群れを形成し生活する。オス同士の間でメスをめぐる戦いに勝ち抜いた個体が、多くのメスを所有するハーレムを形成する。
群れに向かってきたホッキョクグマに対しパニックを起こし、逃げようとした他の個体の下敷きで轢死し、捕食された例も報告されている（特に子供の個体は危険）。しかし成獣の個体が逆にホッキョクグマを追い返す姿も確認されている。なお、セイウチの牙は急所を突けばホッキョクグマの四肢や内臓に大損傷を与え得る威力とサイズを持つが、ホッキョクグマの爪や牙では成体セイウチの分厚い脂肪に阻まれ致命傷を与える事は難しいとされる。これらのリスクによりホッキョクグマがセイウチを襲うことは稀である。
セイウチの皮膚と脂肪の厚さは10センチメートル。なお、海中でシャチに襲われる例は確認されている。またワモンアザラシの幼獣を捕食する場合もある。

## セイウチをモチーフにしたキャラクター
- 「クレクレタコラ」モンロ
- 「キン肉マンII世」セイウチン

## 人間との関係
日本では1984年（昭和59年）1月10日、三重県尾鷲市九木崎沖西方1 kmの熊野灘に設置されていたブリ定置網に体長約3.5 mのセイウチが迷い込み、漁への悪影響への懸念から漁民によって猟銃で射殺されたという出来事があった。普段北極海に分布するセイウチが尾鷲沖まで南下してきた原因の一つとして、当時は九鬼沖の海水温が例年より2℃低かったことが挙げられている。

### 保護状況
トロール漁による底棲の獲物への影響、低空飛行の飛行機や船舶による攪乱、獲物への汚染物質の蓄積、油による海洋汚染、温暖化による影響が懸念されている。1975年のワシントン条約発効時から、カナダの個体群がワシントン条約附属書IIIに掲載されている。
O. r. rosmarus タイセイヨウセイウチ
NEAR THREATENED (IUCN Red List Ver. 3.1 (2001))

O. r. divergens タイヘイヨウセイウチ
DATA DEFICIENT (IUCN Red List Ver. 3.1 (2001))

### 日本における飼育

#### 飼育状況
日本においては、1977年（昭和52年）に水族館『伊豆・三津シーパラダイス』が国内で初めてセイウチの飼育を開始したのをはじまりに、幾つかの施設で飼育されている。

#### タックとムック
1983年（昭和58年）にソビエト連邦から『鴨川シーワールド』が購入したセイウチのつがい『タック（オス）』と『ムック（メス）』が、1994年（平成6年）に国内ではじめて繁殖（出産）に成功した（当該記事も参照）。二頭は『タックとムック』として親しまれ、ムックは累計4頭の子を産み、2003年（平成15年）に21歳で死亡した。タックは9頭の子の父親となり、2019年（令和1年）に推定35歳で死亡した（飼育日数は1万3,093日で国内最長）。穏やかな性格や愛嬌あるしぐさが人気だったという。
タックの死体は全身骨格標本となった。その標本は、成獣として体長3メートルを超える大きさや、上顎の90cmを超える牙、舌骨や陰茎骨を含めた骨格がすべて揃い、また飼育記録も残されていることなどから、世界的にも貴重な学術資料となったという（ほかの例としてはアメリカのスミソニアン博物館のものがほぼ唯一）。

### 人の死亡事故

#### 中国・山東省での事故
2016年5月18日以前、中華人民共和国（中国）山東省・栄成市の『西霞口動物園』で、セイウチが2人の男性をつかんで水中に引きずり込み、死亡させる事故が起こったという。
本節の内容は、イギリスのタブロイド紙『デイリー・メール』が、中国メディア『人民網』を引用する形で伝えた記事による。ただし、デイリー・メール紙は英語版ウィキペディアでは信憑性が疑問視され、情報源としての利用が禁止されている。
同紙によれば、同国遼寧省から同園へ訪れた会社員のJia Lijun（漢字不明）は、セイウチの展示プールへ侵入して一頭のセイウチ（体重約1.5トン）と至近距離で自撮りを楽しみ、友人に映像を送っていた。同園では観客とプールとの間には柵が設置されているものの簡単に乗り越えられる構造で、また一部には柵がない区域もあった。
すると、突然セイウチが背後からJiaをつかみ、水中へ引きずり込んで水没させて振り回した。この一部始終を、映像を送られていたJiaの友人が画面越しに目撃していた。
飼育員のDuan（漢字不明）が竹の棒を使って助けようとしたがうまくいかず、彼もプールへ入った。するとセイウチはJiaを放して今度はDuanへ突進し、二人ともに抱きついて水中へ引きずり込んだ。のちに二人は救助されたが、すでに死亡していた。
事故後、同園は事故の責任を取り、Jiaの遺族に90万人民元の賠償金を支払った。5月24日時点で営業は続けていた。
同園の職員は、「このセイウチは10年以上前に幼獣として来園してからずっとDuanが面倒を見てきており、人懐っこい性格だった」と話しており、「遊び心でやったことだったのではないか」と考えているという。
中国のソーシャルメディア『微博』でこの事故が話題になり、「動物と来園者の間に何らかの境界を設けるべきだった」とする批判が多かったという。

### 文化
- ロックバンド『ビートルズ』が1967年に発表した楽曲『アイ・アム・ザ・ウォルラス』(I am the Walrus) （直訳：私はセイウチ）において、ナンセンスな歌詞の中にセイウチが登場する。これはルイス・キャロルの『鏡の国のアリス』に出てくる『セイウチと大工』という詩からの引用であるとされる。
  - テレビ映画『マジカル・ミステリー・ツアー』には、同バンドのジョン・レノンがセイウチの扮装をして同楽曲を歌うシーンがある。同作のサウンドトラック盤『マジカル・ミステリー・ツアー』のレコードジャケットにも、セイウチの扮装をしたジョン・レノンの写真が使われている。
- 映画『妖星ゴラス』に登場する『怪獣マグマ』はセイウチをモチーフとしている（ただし爬虫類という設定）。その後、マグマの着ぐるみは、テレビ特撮番組『ウルトラQ』に登場する怪獣「トドラ」として再利用される。髭が追加されてよりセイウチに近いイメージになっているが、登場人物からは「巨大なアザラシ」と呼ばれている。